# Aliweri
Aliweri (gr. Αλιβέρι, starogr. Αὐλῶν, Aulon, łac. Aliverio, Aliverion) – miejscowość w Grecji, w administracji zdecentralizowanej Tesalia-Grecja Środkowa, w regionie Grecja Środkowa, w jednostce regionalnej Eubea. Siedziba gminy Kimi-Aliweri. W 2011 roku liczyła 4827 mieszkańców.